# Словачко позориште ВХВ у Старој Пазови
Словачко позориште ВХВ (свк. Slovenské divadlo VHV) је аматерско позориште у Старој Пазови.

## Историјат
Словачко позориште ВХВ, иако аматерско, давно прелази границу аматерства у уметничком смислу. Носи име старопазовачког драмског писца, Владимира Хурбан Владимирова (ВХВ), који је са оцем Владимиром и сестром Људмилом основао позориште и дуги низ година у њему деловао као глумац, организатор, аутор позоришних представа и редитељ. Први глумци, после наступа у једночинки „Ташта у кућу, мир из куће“, обећали су да ће изводити представе сваке године. Од 1903. године, позоришни живот у Старој Пазови је разнолик и доследан. 
У словачком позоришту ВХВ одувек се водило рачуна о квалитету представа, правилном изговору, одговарајућим костимима, сценографији, а изнад свега поруци.
Од 1929. године на сцени позоришта постављане су представе по текстовима словачких, српских и светских аутора. Највише позоришних комада извођено је од домаћих аутора - ВХВ, такође Људмиле Хурбан, Фердинанда Клаћика, касније Мирослава Демака, словачких драмских писаца Ферка Урбанека и Ивана Стодоле, српских аутора – нарочито Бранислава Нушића, светских аутора, највише А. П. Чехова, а били су заступљени и Молијер, Вајлд, Шекспир и др. Када није било адекватних словачких комада, старопазовачки аматери – Михал Љитавски, Јан Такач, Зузана Фиљипова – сами су стварали. Када ни то није било довољно за уметничко извођење, рађене су корекције новела, поема или је више дела спајано у целину и стварана су нова дела. 
Значајна редитељска имена била су Владимир Хурбан, Владимир Јечмен, Андреј Љитавски, Михал Љитавски, Јан Халупка, Јан Молнар, Јан Форгач, Јан Шипицки, Петар Лазар, Јурај Ондрик, Павел Хољич, Мира Бртка, Мирослав Бенка, Александар Бако, Зденко Кожик и др.
У Старој Пазови постоји традиција и дечијег позоришта. Позоришни делатници су, осим избора комада, често драматизовали или ауторски потписивали поеме и бајке. Учитељи и чланови друштва су се често потписивали и као редитељи: Фердинанд Клаћик, Шћефанка и Владимир Јечмен, Јан Такач, Катарина Мај, Нада Такач, Ана Ковач, Власта Кардељис и др.
Словачко позориште ВХВ, које је неко време чинило једну од три сцене Аматерског позоришта ВХВ, бележило је успехе вредне пажње на покрајинским, републичким, савезним и иностраним фестивалима – у Словачкој, Словенији, Босни и Херцеговини, Норвешкој и Финској.

## Галерија
- Владимир Хурбан Владимиров, евангелистички свештеник, драмски писац и редитељ Словачког позоришта у Старој Пазови
- Фердинанд Клаћик, учитељ, публициста и редитељ дечијих позоришних представа у Словачком позоришту у Старој Пазови
- Прослава 25. годишњице Словачког позоришта у Старој Пазови (1928)
- Позоришна трупа војвођанских Словака из Старе Пазове (1929)
- Плакат који најављује забаву поводом прославе 30-годишњице Словачког позоришта у Старој Пазови. Програм су чинили предавање Владимира Хурбан Владимирова и позоришна представа  „Ташта у кућу, мир из куће“ (1933)
- Плакат који најављује позоришну представу Nepokorení у Словачком народном дому у Старој Пазови (1946)
- Плакат који најављује две позоришне представе (Už su všetci v jednom vreci и Medveď) у Словачком народном дому у Старој Пазови (1947)